# 스테이션 19
《스테이션 19》(영어: Station 19)는 2018년부터 현재까지 방영된 미국의 액션 드라마이다.